# NGC 5383
NGC 5383 is een balkspiraalstelsel in het sterrenbeeld Jachthonden. Het hemelobject werd op 9 april 1787 ontdekt door de Duits-Britse astronoom William Herschel.

## Synoniemen
- UGC 8875
- IRAS 13550+4205
- MCG 7-29-23
- ZWG 219.33
- MK 281
- KUG 1355+420
- PGC 49618